# Eisengraben (Gemeinde Jaidhof)
Eisengraben ist eine Ortschaft in der Gemeinde Jaidhof im Bezirk Krems-Land in Niederösterreich. Am 1. Jänner 2024 hatte Eisengraben 280 Einwohner.

## Geografie
Das Dorf liegt nördlich der Kremser Straße, von der die Landesstraße L7054 in den Ort abzweigt.

## Geschichte
Laut Adressbuch von Österreich waren im Jahr 1938 in Eisengraben ein Gastwirt, ein Schmied, ein Trafikant und einige Landwirte ansässig. Bis zur Eingemeindung nach Jaidhof war der Ort ein Teil der damaligen Gemeinde Eisengraberamt.

## Sehenswürdigkeiten
In der Ortschaft befindet sich die im 18. Jahrhundert errichtete Ortskapelle Hl. Familie. Sie steht unter Denkmalschutz (Listeneintrag).